# Теречный переулок
Теречный переулок — переулок во Владикавказа, Северная Осетия, Россия. Находится в Затеречном муниципальном округе между улицами Затеречной и Таутиева. Начинается от Затеречной улицы.
Теречный переулок пересекает улица Тогоева.
Переулок образовался в конце XIX века. Впервые отмечен на плане Областного города Владикавказа Терской области от 1911 года как тупик Сухое русло.
Современный переулок образовался после переименования улицы Сухое русло в Заречную улицу. 18 мая 1954 года городской совет переименовал тупик Сухое русло в Теречный тупик. Позднее стал именоваться как Теречный переулок.